# Новостроевка (Деражнянский район)
Новостроевка (укр. Новостроївка) — село в Деражнянском районе Хмельницкой области Украины.
Население по переписи 2001 года составляло 100 человек. Почтовый индекс — 32222. Телефонный код — 3856. Занимает площадь 0,558 км². Код КОАТУУ — 6821583203.

## Местный совет
32222, Хмельницкая обл., Деражнянский р-н, с. Згарок, ул. Ленина, 10